# Cuspidaria parva
Cuspidaria parva är en musselart. Cuspidaria parva ingår i släktet Cuspidaria och familjen Cuspidariidae. Inga underarter finns listade i Catalogue of Life.